# Aztar
Aztar Corporation var ett amerikanskt företag inom gästgiveri och hasardspel. De ägde fem kasinon i fyra amerikanska delstater.
Företaget bildades 1989 efter att hotellkedjan Ramada Inns knoppade av sin kasinoverksamhet. År 2007 blev Aztar uppköpta av en annan hotellkedja i Columbia Sussex för 2,75 miljarder amerikanska dollar.
De hade sitt huvudkontor i Phoenix i Arizona.

## Tillgångar
Datum: 31 december 2005.
|         | Namn                            | Ort                       | Antal hotellrum | Spelyta (m2) |
| ------- | ------------------------------- | ------------------------- | --------------- | ------------ |
|         | Casino Aztar Caruthersville     | Caruthersville, Missouri  | —               | 1 951        |
|         | Casino Aztar Evansville         | Evansville, Indiana       | 250             | 3 530        |
|         | Ramada Express Hotel and Casino | Laughlin, Nevada          | 1 498           | 5 017        |
|         | Tropicana Atlantic City         | Atlantic City, New Jersey | 2 129           | 14 028       |
|         | Tropicana Las Vegas             | Paradise, Nevada          | 1 880           | 5 667        |
| Totalt: | Totalt:                         | Totalt:                   | 5 757           | 30 193       |